# Jean-Louis Dumont
Pour les articles homonymes, voir Dumont.
Jean-Louis Dumont, né le 6 avril 1944 à Jonville-en-Woëvre (Meuse), est un homme politique français.

## Biographie
Enseignant de profession, Jean-Louis Dumont est élu pour la première fois au conseil municipal de son village natal, Jonville-en-Woëvre, en 1971. En 1977, il entre au conseil municipal de Verdun où il a toujours siégé depuis, tantôt dans l'opposition, tantôt dans la majorité. Il a été adjoint au maire de 1977 à 1983 et maire de Verdun de 1989 à 1995.
Jean-Louis Dumont est devenu député lors de la « vague rose » de juin 1981. Il a été réélu à six reprises (1986, 1988, 1997, 2002, 2007 et 2012), n'étant battu qu'une seule fois en 1993. Il est éliminé au premier tour lors des élections législatives de 2017.
Représentant la deuxième circonscription de la Meuse, il est membre du groupe socialiste. Il est depuis le 23 novembre 2007 chargé d'une mission temporaire auprès de la ministre de l'Intérieur, de l'outre-mer et des collectivités territoriales, relative à l'organisation des grands rassemblements du mouvement « techno ».
Jean-Louis Dumont a été membre du Conseil économique et social du 1er janvier 1995 au 1er juin 1997.
Jean-Louis Dumont est aussi président du conseil de surveillance de la SA d'HLM VTB 55, président de la Société Coopérative d'HLM Champalor Habitat et vice-président de l'OPAC de la Meuse, il assume au niveau régional la présidence de l'Association Régionale des organismes HLM de Lorraine (ARELOR). Au niveau national, il est aujourd'hui président de la Fédération Nationale des Associations Régionales, une des cinq fédérations formant l'Union sociale pour l'habitat (ex UNFOHLM). Il était à ce titre vice-président de l'Union sociale pour l'habitat, avant d'en devenir président le 28 novembre 2012.
Il est membre du groupe d'études sur la question du Tibet de l'Assemblée nationale.
Fin novembre 2007, le Premier ministre François Fillon demande à Jean-Louis Dumont un rapport sur l’organisation des teknivals, grands rassemblements de musique techno. Le rapport est rendu en mai 2008.

## Prises de position en faveur de l'industrie du tabac et des buralistes
Jean-Louis Dumont est un soutien actif de l'industrie du tabac et des buralistes à l'Assemblée nationale, où il a déposé des amendements proposés par cette industrie en octobre et en décembre 2014 ; dans le premier cas, il a reconnu avoir reçu pour cela « une aide extérieure », sans préciser son origine,. L'amendement déposé en décembre, qui supprime la hausse automatique des taxes sur le tabac chaque année, a été adopté par l'Assemblée nationale le 5 décembre 2014.
Jean-Louis Dumont est également cité dans l'ouvrage L'État accro au tabac, de Matthieu Pechberty, pour son opposition à l'introduction du paquet de cigarettes générique. En 2011, il a en effet cosigné avec deux députés de l'UMP, Thierry Lazaro et Jean-Marie Binetruy, un rapport dans lequel les auteurs recommandent de renoncer à cette mesure.
Il réapparaît en mars 2015 à l'occasion du débat sur la loi Santé, où il s'oppose notamment au paquet de cigarettes neutre. Le cabinet de lobbying Rivington sollicite alors la signature de plusieurs parlementaires en se faisant passer pour Jean-Louis Dumont.

## Détail des fonctions et mandats

### Fonctions parlementaires
Assemblée nationale
- 2 juillet 1981 - 1er avril 1986 : député de la 2e circonscription de la Meuse (VIIe législature)
- 2 avril 1986 - 14 mai 1988 : député de la Meuse (scrutin proportionnel) (VIIIe législature)
- 13 juin 1988 - 1er avril 1993 : député de la 2e circonscription de la Meuse (IXe législature)
- 1er juin 1997 - 18 juin 2002 : député de la 2e circonscription de la Meuse (XIe législature)
- 19 juin 2002 - 19 juin 2007 : député de la 2e circonscription de la Meuse (XIIe législature)
- 20 juin 2007 - 20 juin 2012 : député de la 2e circonscription de la Meuse (XIIIe législature)
- 21 juin 2012 - 20 juin 2017 : député de la 2e circonscription de la Meuse (XIVe législature)

### Fonctions locales
Conseil général
- 7 octobre 1988 - 31 mars 1989 : conseiller général de la Meuse élu dans le canton de Verdun-Est

Mairie
- 17 mars 1971 - 12 mars 1977 : conseiller municipal de Jonville-en-Woëvre (Meuse)
- 13 mars 1977 - 13 mars 1983 : adjoint au maire de Verdun (Meuse)
- 14 mars 1983 - 12 mars 1989 : conseiller municipal de Verdun
- 24 mars 1989 - 18 juin 1995 : maire de Verdun
- 18 juin 1995 - 18 mars 2001 : conseiller municipal de Verdun
- 19 mars 2001 - 16 mars 2008 : conseiller municipal de Verdun
- 17 mars 2008 - 4 avril 2014 : conseiller municipal de Verdun

## Décoration
- Chevalier de la Légion d'honneur (14 juillet 2018)[13]